# Ринда (река)
Ри́нда (латыш. Rinda; в нижнем течении также А́нгера, латыш. Angera) — река на севере Курземе в западной части Латвии, левая составляющая Ирбе. Течёт по территории Анцской, Попской, Угальской и Пузской волостей Вентспилсского края. Примечательна тем, что является одной из самых медленных рек Латвии.
Длина Ринды составляет 29 км, площадь водосборного бассейна — 697 км², уклон — 0,23 м/км, годовой расход воды — 0,16 км³. Начинается на границе Угальской и Пузской волостей, вытекая из северной оконечности озера Пузес на высоте 12,3 м над уровнем моря. Сливается со Стенде на высоте 5,5 м над уровнем моря, образуя Ирбе, на территории Анцской волости.